# San Andrés (Calvera)

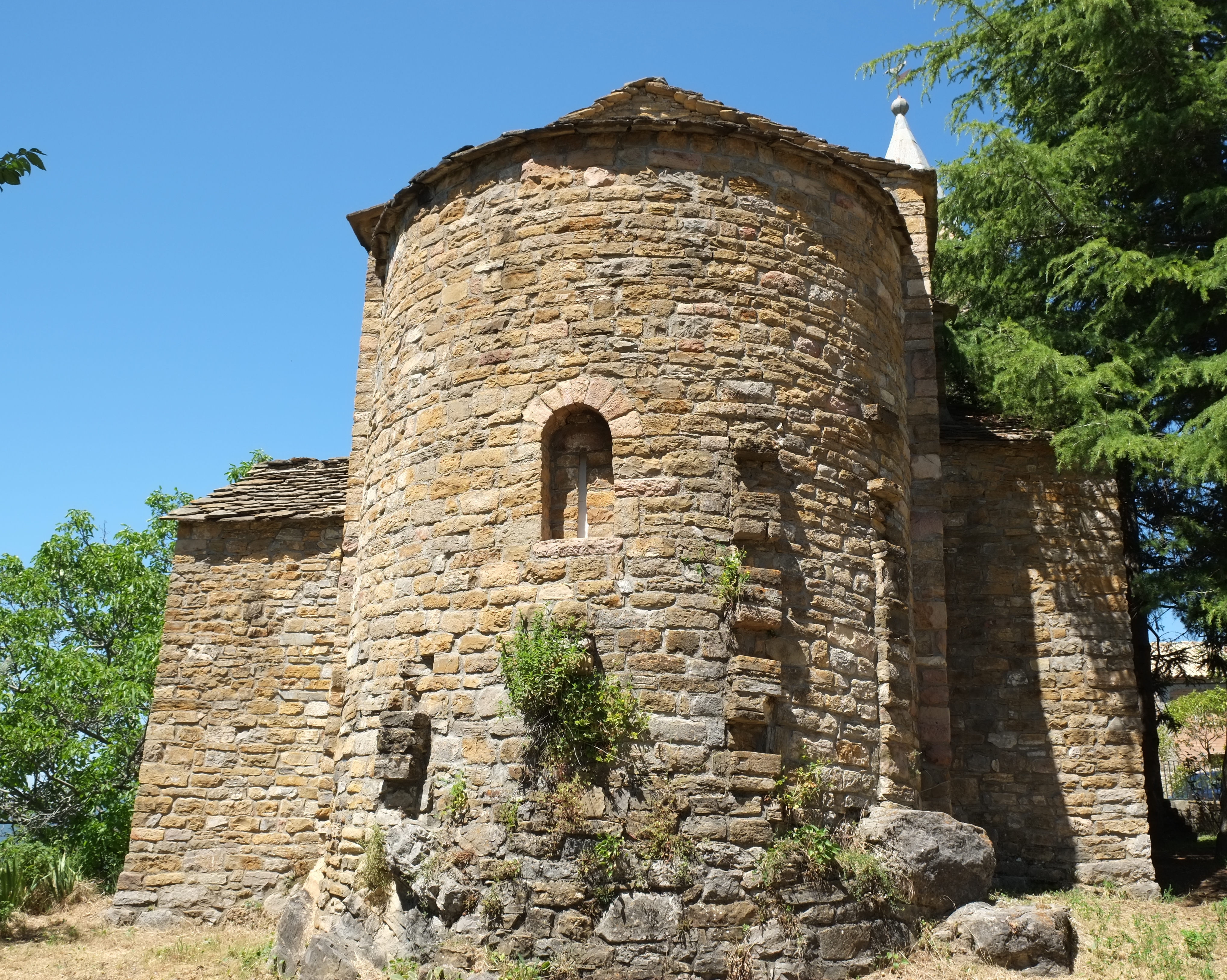
Pfarrkirche San Andrés

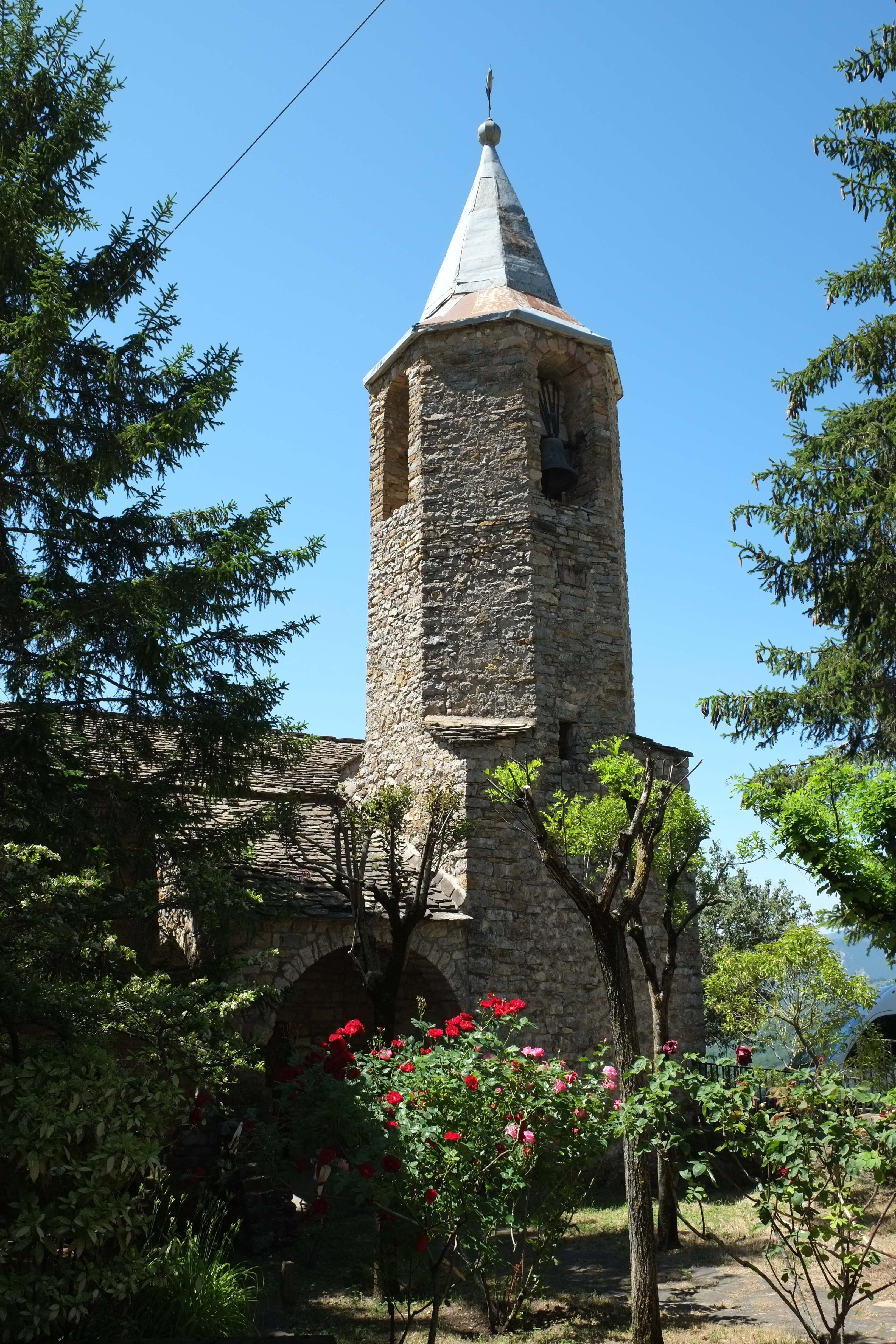
Nordseite und Glockenturm

Die römisch-katholische Pfarrkirche San Andrés in Calvera, einem Ortsteil der Gemeinde Beranuy (früher Veracruz) in der Provinz Huesca der spanischen Autonomen Gemeinschaft Aragón, ist eine romanische Kirche, die in drei Bauphasen errichtet wurde. Im frühen 11. Jahrhundert wurden von lombardischen Baumeistern der untere Teil der Apsis und die Nordwand des Langhauses ausgeführt, die restlichen Mauern wurden gegen Ende des 11. oder zu Beginn des 12. Jahrhunderts hochgezogen. In der Mitte des 13. Jahrhunderts erfolgte die Einwölbung des Innenraums. Der Turm stammt aus dem frühen 20. Jahrhundert. Die Kirche ist zu Ehren des Apostels Andreas geweiht.

## Geschichte
Die erste Erwähnung des Ortes Calvera stammt aus dem Jahr 916, als Bernardo Unifredo, der spätere Graf Bernhard I. von Ribagorza, mit seiner Gemahlin Toda Galíndez dort einen Weinberg kaufte, den sie im Jahr 947 dem Kloster Santa María de Obarra schenkten. Calvera unterstand bis zum Jahr 1076 dem Kloster von Obarra und anschließend bis zur Aufhebung der Klöster in Spanien dem Kloster San Victorián in Los Molinos, einem Ort, der heute zur Gemeinde El Pueyo de Araguás in der Comarca Sobrarbe gehört. In den Jahren 1980/81 wurde die dem Verfall preisgegebene Kirche wieder restauriert.

## Architektur

### Außenbau
Die Kirche ist aus sorgfältig behauenen, in regelmäßigen Reihen angeordneten Hausteinen errichtet. An der Nordseite der Westfassade steht der Glockenturm, dessen zweistöckiger quadratischer Unterbau einen oktogonalen Aufbau mit ebenfalls zwei Stockwerken trägt. Der Turm wird von einem achtseitigen Spitzhelm gedeckt. Das Glockengeschoss wird auf vier Seiten von großen rundbogigen Öffnungen durchbrochen. Wie eine Inschrift an der Nordseite des Turms belegt, wurde er im Jahr 1907 errichtet. Seit dem Bau des Turms, durch den das ursprüngliche Portal nicht mehr zugänglich war, befindet sich der Eingang neben dem Turm an der Nordseite des Langhauses, in einen kleinen Portalvorbau integriert. An der Nord- und Südseite des Langhauses wurde in barocker Zeit westlich des Chors je eine Kapelle angebaut. Die Außenmauern der Apsis waren ursprünglich mit sieben Lisenen verziert, von denen nur noch Reste erhalten sind. In der Ostwand der Apsis ist ein von einer Archivolte gerahmtes Rundbogenfenster eingeschnitten.

### Portal
Das ursprüngliche Portal im westlichen Joch des Langhauses ist heute der Zugang zur Sakristei, die im Erdgeschoss des Turms eingerichtet ist. Der Raum wird von einem Rundbogen überfangen, der auf einem Türsturz aufliegt.

### Innenraum
Der Innenraum besteht aus einem einzigen Schiff mit fünf Jochen und einem rechteckigen Chor mit halbrunder Apsis. Das Langhaus wird von einer Spitztonne überwölbt, die durch Gurtbögen verstärkt wird. Die Wände werden von Pilastern mit schlichten Kämpferplatten gegliedert, auf denen die Gurtbögen des Gewölbes aufliegen. Auf der Höhe der Kämpferplatten verläuft ein ebenso schmuckloses Gesims, das sich auch im Chor und der Apsis fortsetzt. Die Nordseite des Langhauses ist mit Blendarkaden verziert. Die beiden querhausartigen Kapellen werden von Tonnengewölben gedeckt.

## Ausstattung
In der Kirche ist ein quadratisches, steinernes Taufbecken, ähnlich dem in der ehemaligen Klosterkirche Santa María de Obarra, erhalten. Es stammt wie das runde Steinbecken, in dem der Zehnt für das Öl aufbewahrt wurde, vermutlich aus dem 11. Jahrhundert.